# Matra Durandal

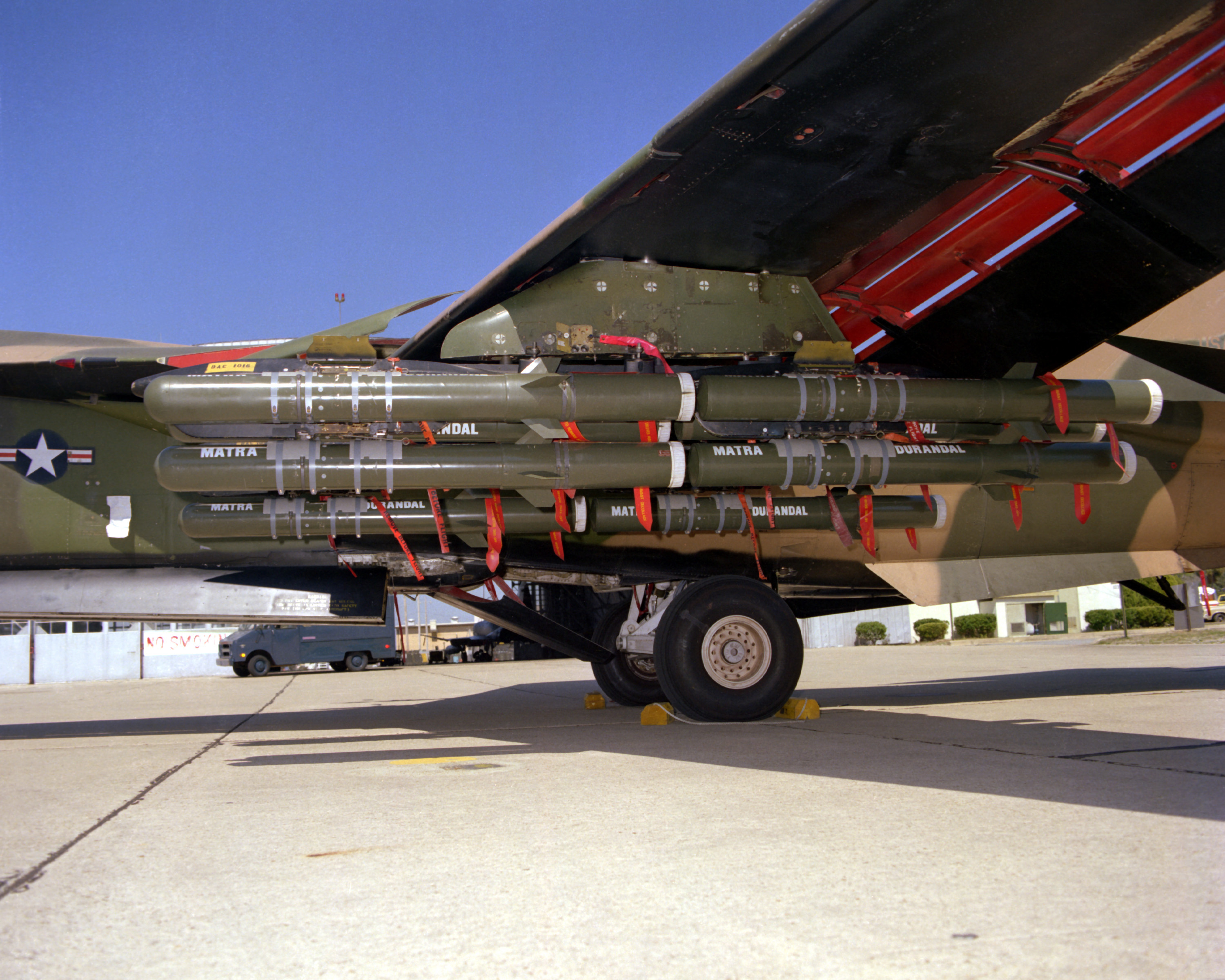
Bombes Durandal françaises anti-piste pénétrant le béton embarqué par un F-111.

La Matra Durandal est une bombe anti-piste française conçue par l'entreprise Matra, en collaboration avec la Société des ateliers mécaniques de Pont-sur-Sambre, pour être larguée à basse altitude au-dessus de l'objectif.

## Présentation

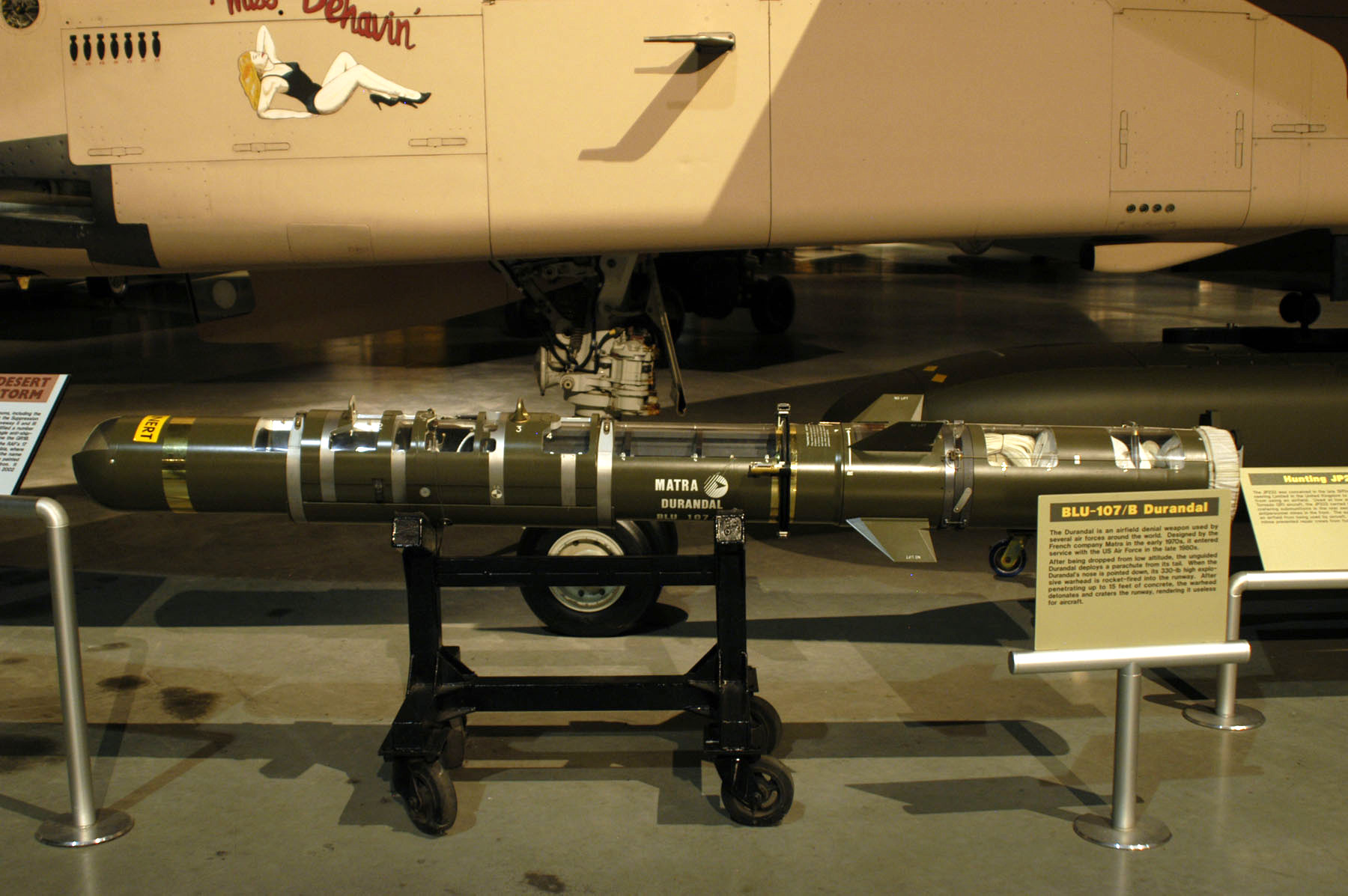
Les parachutes sont visibles à l'arrière.

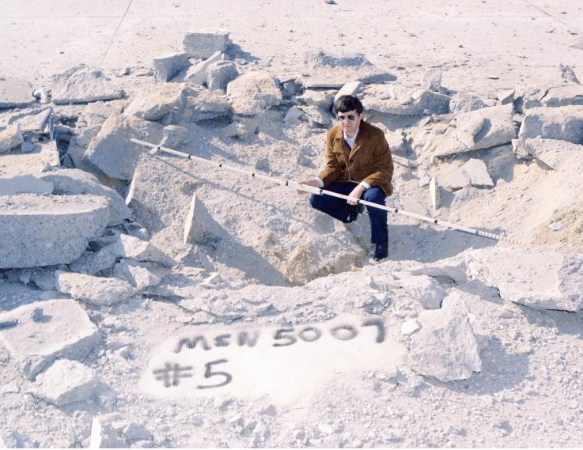
Cratère fait par une bombe Durandal en 1981 sur la Eglin Air Force Base.

Une bombe Durandal pèse environ 204 kg (ou 219 kg selon la version ou la source) pour 2,5 m de long. La tête militaire de 100 kg contient 15 kg d'explosifs. Elle est montée sur un pylône au standard OTAN de 356 mm. Une fois larguée, elle dispose de deux parachutes qui ralentissent sa course et la positionnent verticalement par rapport à la piste. Une fusée se déclenche qui précipite l'arme à très grande vitesse (environ 260 mètres par seconde) vers la piste où elle s'enfonce profondément. Elle est capable de pénétrer l'équivalent de 400 mm de béton, ce n'est qu'ensuite qu'elle explose, créant un cratère d'environ 5 mètres de profondeur et 16 de large, dont une bonne partie sous la piste, compliquant les réparations de la piste par l'obligation de casser le tarmac avant de pouvoir combler le cratère. Les dommages causés rendent la piste inutilisable sur une surface asymétrique de 5 mètres par 2 mètres, le fissurage du béton de la piste pouvant s’étendre jusqu’à 250 m2 autour du point d’impact.

## Historique
Une version antérieure de l'arme fut développée conjointement avec l'armée de l'air israélienne, et fut utilisée dans les raids aériens menés contre les pistes des aéroports égyptiens au cours de l'opération Focus (hébreu : מבצע מוקד, Mivtza Moked) en préliminaire à la guerre des Six Jours en 1967. Cette opération démontra l'efficacité du concept et immobilisa totalement l'aviation égyptienne, qui fut ensuite détruite au sol par des bombardements conventionnels.
En 1968, Matra et Dornier ont commencé à travailler conjointement au développement d'une bombe antipiste. Bien que ce projet ait pris fin un an plus tard, Matra a repris le travail sur un autre système antipiste en 1971, et le développa intégralement à partir de 1973.
La Durandal fut construite en série à partir de 1977, elle peut être emportée par quasiment l'ensemble des avions de combat français de l'époque (ex. : Mirage 2000, 8 exemplaires; SEPECAT Jaguar, 6 exemplaires), elle est l'une des deux munitions qu'à eu  l'armée de l'air française dans son inventaire dans les années 1980 avec la BAP 100. 
L'United States Air Force qui l'évalua à partir de 1982 l'adopta au début des années 1980 sous la désignation BLU-107 Durandal pour ses F-111 puis pour ses F-15E et F-16. Testée lors de l'exercice Red Flag en 1988 par le 20th Fighter Wing, les F-111E de cette unité qui pouvaient en emporter une douzaine l'employèrent durant l'opération Tempête du désert lors d'attaques de nuit à basse altitude des aérodromes des forces armées irakiennes.
L'industrie de l'armement de la République populaire de Chine en produit apparemment une copie sans[réf. nécessaire] licence.
En 2001, selon le Jane's, 15 000 de ces munitions ont été vendues pour 19 forces aériennes dans 16 pays dont 8 000 pour les États-Unis. La chaîne de production est en sommeil en 2005 et à cette date, ce sont 22 492 unités qui ont été produites. Son coût unitaire en 2005 est de 30 230 dollars américains.

## Caractéristiques
- Longueur : 2,50 m
- Diamètre de la tête : 21,2 cm
- Diamètre de la section parachute : 22,3 cm
- Envergure : 43 cm
- Masse : 219 kg
- Vitesse : 270 m/s
- Fusée à carburant solide Société européenne de propulsion RP30 de 92,4 kN de poussée pendant 0,45 s